# 차량 폭탄

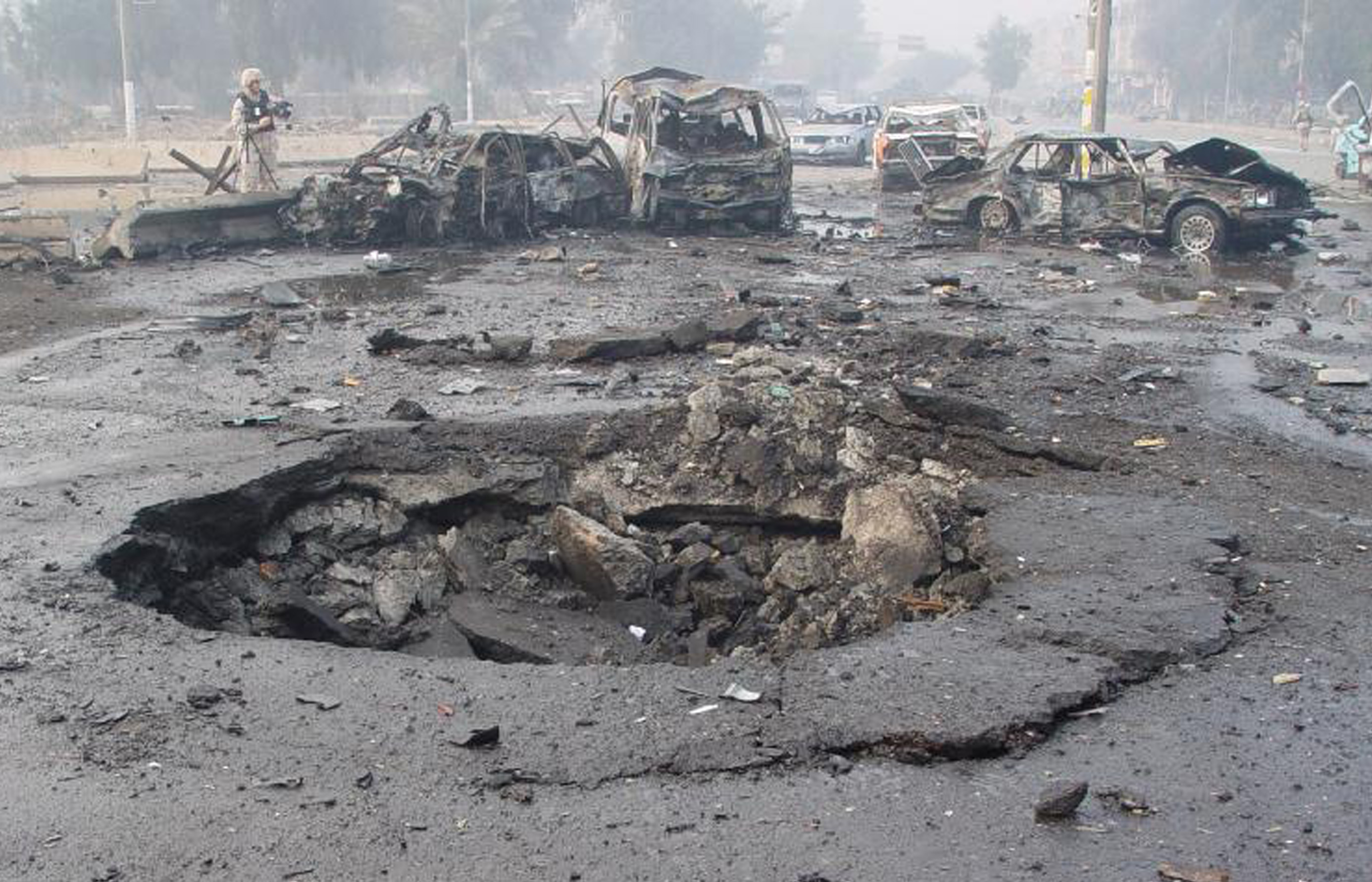
차량 폭탄

차량 폭탄(車輛爆彈, 영어: car bomb, bus bomb, van bomb, lorry bomb, truck bomb, vehicle-borne improvised explosive device, VBIED)은 차량에 폭탄을 넣어 테러하는 방법이다.

## 같이 보기
- 자살 공격
- 급조폭발물
- 폭탄
- 시한폭탄